# Championnat de France de basket-ball de Nationale masculine 1 2011-2012
Navigation
2010-2011 2012-2013
La saison 2011-2012 du championnat de France de basket-ball de Nationale 1 est la 63e édition du championnat de France de basket-ball de Nationale Masculine 1. La NM1 est le troisième plus haut niveau du championnat de France de basket-ball. Dix-huit clubs participent à la compétition, plus haut niveau amateur de basket-ball de l'hexagone, sous la direction de la FFBB.

## Formule de la compétition
La saison régulière se déroule selon une poule de 18 équipes s'affrontant lors de matchs aller-retour, chaque équipe joue donc 34 matchs répartis entre 1er octobre 2011 et le 5 mai 2012.
À la fin de la saison régulière, l'équipe terminant première est directement promue en Pro B, celle se classant deuxième est directement qualifiée pour le Final Four qui a lieu dans sa salle. Les équipes classées de la 3e à la 8e place s'affrontent en quarts de finale lors d'un match sec sur le parquet du mieux classé, les trois vainqueurs accèdent à ce Final Four (demi-finales et finale se déroulant le 26 et 27 mai 2012) pour obtenir le deuxième billet pour l'étage supérieur.
Les équipes classées de la 15e à 18e place de Nationale 1 à l’issue de la saison régulière du championnat sont reléguées en Nationale 2, voire l'équipe classée 14e en cas de position de relégable du Centre Fédéral qui est exempt de tout changement de division.

## Saison précédente
À l'issue de la saison 2010-2011, le champion de NM1 Bordeaux est promu en Pro B. Bien qu'ayant remporté le Final Four, Saint-Étienne essuie un refus de montée de la part de la FFBB pour cause de soucis financiers, cette dernière propose la place au deuxième de la saison régulière Denain qui accepte la promotion. À l'inverse, Urcuit, Saint-Chamond, GET Vosges et Roche-la-Molière sont relégués en Nationale 2.
Ces équipes sont remplacées par les demi-finalistes des playoffs du championnat de Nationale 2 de la  saison précédente (Cognac, Montbrison, Rueil et Chartres) ainsi que par les deux clubs classés 17e et 18e de Pro B que sont Clermont-Ferrand et Charleville-Mézières.

## Clubs participants
| \| Angers Blois Brest Paris Challans Charleville-Mézières Chartres Clermont-Ferrand Cognac Le Puy-en-Velay Liévin Montbrison Orchies Rueil-Malmaison Saint-Étienne Saint-Quentin Sorgues Souffelweyersheim \| Localisation des clubs engagés dans le championnat. |
| Angers Blois Brest Paris Challans Charleville-Mézières Chartres Clermont-Ferrand Cognac Le Puy-en-Velay Liévin Montbrison Orchies Rueil-Malmaison Saint-Étienne Saint-Quentin Sorgues Souffelweyersheim                                                           |

| Clubs                                | Salles (Capacités)                                   | Villes                         |
| ------------------------------------ | ---------------------------------------------------- | ------------------------------ |
| Angers BC                            | Salle Jean Bouin (3 700 places)                      | Angers                         |
| Cognac Basket Ball                   | Complexe des Vauzelles (2 000 places)                | Cognac                         |
| ADA Blois Basket 41                  | Palais des Sports de Blois (1 200 places)            | Blois                          |
| Union AL Roche-Case Métropole Basket | Stadium Pierre Maisonnial (2 500 places)             | Saint-Étienne Roche-la-Molière |
| Orchésien BC                         | Salle Léo Lagrange (997 places)                      | Orchies                        |
| Centre fédéral BB                    | Salle Marie Thérèse Eyquem (300 places)              | Paris                          |
| Vendée Challans Basket               | Salle Michel Vrignaud (2 452 places)                 | Challans                       |
| Sorgues Basket Club                  | Gymnase de la Plaine Sportive (1 000 places)         | Sorgues                        |
| Union Basket Chartres Métropole      | Halle Jean Cochet (1 200 places)                     | Chartres                       |
| Rueil Athletic Club                  | Stadium (1 200 places)                               | Rueil-Malmaison                |
| Montbrison Masculins BC              | Salle Jen-Pierre Cherblanc                           | Montbrison                     |
| ASM Basket Le Puy Haute-Loire        | Palais des Sports de Roche Arnaud (1 800 places)     | Le Puy-en-Velay                |
| Liévin Basket 62                     | Halle Jules Vezilier (700 places)                    | Liévin                         |
| Souffelweyersheim BC                 | Gymnase Municipal (700 places)                       | Souffelweyersheim              |
| Étendard de Brest                    | Salle Marcel Cerdan (2 265 places)                   | Brest                          |
| Saint-Quentin BB                     | Palais des Sports Pierre Ratte (3 800 places)        | Saint-Quentin                  |
| Stade Clermontois Basket Auvergne    | Maison des Sports de Clermont-Ferrand (5 000 places) | Clermont-Ferrand               |
| Étoile de Charleville-Mézières       | Salle Dubois Crancé (1 161 places)                   | Charleville-Mézières           |

## La saison régulière

### Classement de la saison régulière
| \| Rang \| Équipe \| Pts \| J \| G \| P \| Pp \| Pc \| Diff \| \| ---- \| ----------------------------- \| --- \| -- \| -- \| -- \| ---- \| ---- \| ---- \| \| 1 \| Saint-Quentin BB \| 61 \| 34 \| 27 \| 7 \| 2836 \| 2461 \| 375 \| \| 2 \| BC Souffelweyersheim \| 60 \| 34 \| 26 \| 8 \| 2524 \| 2174 \| 350 \| \| 3 \| BC Orchies \| 59 \| 34 \| 25 \| 9 \| 2787 \| 2395 \| 392 \| \| 4 \| Étoile Charleville-Mézières R \| 58 \| 34 \| 24 \| 10 \| 2762 \| 2542 \| 220 \| \| 5 \| ADA Blois \| 57 \| 34 \| 23 \| 11 \| 2685 \| 2479 \| 206 \| \| 6 \| Saint-Étienne MB \| 57 \| 34 \| 23 \| 11 \| 2669 \| 2448 \| 221 \| \| 7 \| Cognac BB P \| 55 \| 34 \| 21 \| 13 \| 2763 \| 2546 \| 217 \| \| 8 \| Sorgues BC \| 53 \| 34 \| 19 \| 15 \| 2726 \| 2616 \| 110 \| \| 9 \| Étendard Brest \| 52 \| 34 \| 18 \| 16 \| 2696 \| 2643 \| 53 \| \| 10 \| Vendée Challans \| 51 \| 34 \| 17 \| 17 \| 2549 \| 2561 \| -12 \| \| 11 \| Angers BC \| 50 \| 34 \| 16 \| 18 \| 2481 \| 2445 \| 36 \| \| 12 \| Liévin Basket \| 49 \| 34 \| 15 \| 19 \| 2343 \| 2485 \| -142 \| \| 13 \| Rueil AC P \| 49 \| 34 \| 15 \| 19 \| 2527 \| 2650 \| -123 \| \| 14 \| UB Chartres P \| 49 \| 34 \| 15 \| 19 \| 2543 \| 2576 \| -33 \| \| 15 \| Stade Clermontois BA R \| 42 \| 34 \| 8 \| 26 \| 2545 \| 2844 \| -299 \| \| 16 \| BC Montbrison P \| 40 \| 34 \| 6 \| 28 \| 2394 \| 2763 \| -369 \| \| 17 \| ASM Le Puy-en-Velay \| 40 \| 34 \| 6 \| 28 \| 2286 \| 2761 \| -475 \| \| 18 \| Centre Fédéral BB \| 36 \| 34 \| 2 \| 32 \| 2027 \| 2754 \| -727 \| - Champion et accession directe en Pro B - Qualification directe et hôte du final four - Qualification pour les quarts de finale des playoffs - Relégation en NM2 - Rétrogradation administrative - (R) : Relégué de Pro B 2010-2011 - (P) : Promu de NM2 2010-2011 |                               |     |    |    |    |      |      |      |
| Rang | Équipe                        | Pts | J  | G  | P  | Pp   | Pc   | Diff |
| 1 | Saint-Quentin BB              | 61  | 34 | 27 | 7  | 2836 | 2461 | 375  |
| 2 | BC Souffelweyersheim          | 60  | 34 | 26 | 8  | 2524 | 2174 | 350  |
| 3 | BC Orchies                    | 59  | 34 | 25 | 9  | 2787 | 2395 | 392  |
| 4 | Étoile Charleville-Mézières R | 58  | 34 | 24 | 10 | 2762 | 2542 | 220  |
| 5 | ADA Blois                     | 57  | 34 | 23 | 11 | 2685 | 2479 | 206  |
| 6 | Saint-Étienne MB              | 57  | 34 | 23 | 11 | 2669 | 2448 | 221  |
| 7 | Cognac BB P                   | 55  | 34 | 21 | 13 | 2763 | 2546 | 217  |
| 8 | Sorgues BC                    | 53  | 34 | 19 | 15 | 2726 | 2616 | 110  |
| 9 | Étendard Brest                | 52  | 34 | 18 | 16 | 2696 | 2643 | 53   |
| 10 | Vendée Challans               | 51  | 34 | 17 | 17 | 2549 | 2561 | -12  |
| 11 | Angers BC                     | 50  | 34 | 16 | 18 | 2481 | 2445 | 36   |
| 12 | Liévin Basket                 | 49  | 34 | 15 | 19 | 2343 | 2485 | -142 |
| 13 | Rueil AC P                    | 49  | 34 | 15 | 19 | 2527 | 2650 | -123 |
| 14 | UB Chartres P                 | 49  | 34 | 15 | 19 | 2543 | 2576 | -33  |
| 15 | Stade Clermontois BA R        | 42  | 34 | 8  | 26 | 2545 | 2844 | -299 |
| 16 | BC Montbrison P               | 40  | 34 | 6  | 28 | 2394 | 2763 | -369 |
| 17 | ASM Le Puy-en-Velay           | 40  | 34 | 6  | 28 | 2286 | 2761 | -475 |
| 18 | Centre Fédéral BB             | 36  | 34 | 2  | 32 | 2027 | 2754 | -727 |

## Playoffs
|  | Quarts-de-finale 19 mai 2012    | Quarts-de-finale 19 mai 2012    |                                 |    | Demi-finales 26 mai 2012 | Demi-finales 26 mai 2012 |  |  | Finale 27 mai 2012 | Finale 27 mai 2012 |
|  | Quarts-de-finale 19 mai 2012    | Quarts-de-finale 19 mai 2012    |                                 |    | Demi-finales 26 mai 2012 | Demi-finales 26 mai 2012 |  |  | Finale 27 mai 2012 | Finale 27 mai 2012 |
|  |                                 |                                 |                                 |    |                          |                          |  |  |                    |                    |
|  | Orchies                         | Orchies                         |                                 |    | Souffelweyersheim        | Souffelweyersheim        |  |  | Souffelweyersheim  | Souffelweyersheim  |
|  | Orchies                         | Orchies                         |                                 |    | Souffelweyersheim        | Souffelweyersheim        |  |  | Souffelweyersheim  | Souffelweyersheim  |
|  | (3) BC Orchies                  | 82                              |                                 |    | Souffelweyersheim        | Souffelweyersheim        |  |  | Souffelweyersheim  | Souffelweyersheim  |
|  | (3) BC Orchies                  | 82                              |                                 |    | Souffelweyersheim        | Souffelweyersheim        |  |  | Souffelweyersheim  | Souffelweyersheim  |
|  | (8) Sorgues BC                  | 79                              |                                 |    | Souffelweyersheim        | Souffelweyersheim        |  |  | Souffelweyersheim  | Souffelweyersheim  |
|  | (8) Sorgues BC                  | 79                              | (3) BC Orchies                  | 67 |                          |                          |  |  | Souffelweyersheim  | Souffelweyersheim  |
|  | Charleville-Mézières            |                                 | (3) BC Orchies                  | 67 |                          |                          |  |  | Souffelweyersheim  | Souffelweyersheim  |
|  |                                 | (4) Étoile Charleville-Mézières | 68                              |    |                          |                          |  |  | Souffelweyersheim  | Souffelweyersheim  |
|  | (4) Étoile Charleville-Mézières | (4) Étoile Charleville-Mézières | 68                              | 79 |                          |                          |  |  | Souffelweyersheim  | Souffelweyersheim  |
|  | (4) Étoile Charleville-Mézières |                                 |                                 | 79 |                          |                          |  |  | Souffelweyersheim  | Souffelweyersheim  |
|  | (7) Cognac BB                   | 69                              |                                 |    |                          |                          |  |  | Souffelweyersheim  | Souffelweyersheim  |
|  | (7) Cognac BB                   | 69                              | (4) Étoile Charleville-Mézières | 75 |                          |                          |  |  |                    |                    |
|  |                                 |                                 | (4) Étoile Charleville-Mézières | 75 |                          |                          |  |  |                    |                    |
|  |                                 | (5) ADA Blois                   | 63                              |    |                          |                          |  |  |                    |                    |
|  | (2) BC Souffelweyersheim        | (5) ADA Blois                   | 63                              | -  |                          |                          |  |  |                    |                    |
|  | (2) BC Souffelweyersheim        | Souffelweyersheim               |                                 | -  |                          |                          |  |  |                    |                    |
|  | Exempt                          | -                               |                                 |    |                          |                          |  |  |                    |                    |
|  | Exempt                          | -                               | (2) BC Souffelweyersheim        | 64 |                          |                          |  |  |                    |                    |
|  | Blois                           |                                 | (2) BC Souffelweyersheim        | 64 |                          |                          |  |  |                    |                    |
|  |                                 | (5) ADA Blois                   | 77                              |    |                          |                          |  |  |                    |                    |
|  | (5) ADA Blois                   | (5) ADA Blois                   | 77                              | 72 |                          |                          |  |  |                    |                    |
|  | (5) ADA Blois                   |                                 |                                 | 72 |                          |                          |  |  |                    |                    |
|  | (6) Saint-Étienne MB            | 66                              |                                 |    |                          |                          |  |  |                    |                    |
|  | (6) Saint-Étienne MB            | 66                              |                                 |    |                          |                          |  |  |                    |                    |

## Récompenses individuelles

### Meilleur joueur du championnat
- MVP :  Ville Kaunisto (ADA Blois)

### Meilleurs joueurs par poste
- Meneur :  Jimmal Ball (Saint-Quentin BB)

- Arrière :  Mathieu Bigote (Cognac BB)

- Ailier :  Fabien Hérard (Vendée Challans)

- Ailier fort :  Ville Kaunisto (ADA Blois)

- Pivot :  Ian Caskill (Cognac BB)

### Autres distinctions
- Meilleur jeune :  Mouhammadou Jaiteh (Centre Fédéral BB)

- Meilleur défenseur :  Jacques Alingue (BC Souffelweyersheim)

- Meilleur entraîneur :  Stéphane Éberlin (BC Souffelweyersheim)

- MVP du Final Four :  Fabien Calvez (Étoile Charleville-Mézières)

## Bilan de la saison
Avec 27 victoires pour 7 défaites, le champion de NM1 Saint-Quentin est promu en Pro B après l'avoir quittée il y a 3 ans. Le deuxième ticket d'accession est décroché par Charleville-Mézières qui gagne le final-four et réintègre la Pro B  seulement 1 an après l'avoir quittée.
Le Centre Fédéral étant arrivé dernier et ne pouvant être relégué, ce sont les équipes ayant terminé entre la  15e et la 17e place qui sont reléguées en NM2, soit Clermont-Ferrand, Montbrison et Le Puy-en-Velay.
Bien que terminant 9e, Brest est rétrogradé administrativement en NM3 à la suite de la liquidation de la SASP. Ainsi, le 14e de NM1 Chartres est finalement maintenu.